# Кућа у ул. Светозара Марковића 17 у Крагујевцу
Кућа у ул. Светозара Марковића 17 у Крагујевцу представља непокретно културно добро као споменик културе, решењем Завода за научно проучавање споменика куултуре Београд бр. 68/48 од 17. јануара 1948. године.
Кућа је подигнута у првој половини 19. века и типична је градска кућа из времена Милоша Обреновића. Рађена је као приземљуша, на равном терену и главним делом који је окренут ка улици. Зидови су грађени по систему бондрука, са испуном од цигле и черпића. Иако нема посебних архитектонских украса, значајна је као објекат грађен у време развоја Крагујевца, као Милошеве престонице.
Данас се користи у комерцијалне сврхе и корисници изузетно брину о објекту.